# Muhteşem Yüzyıl: Kösem
Muhteşem Yüzyıl
Muhteşem Yüzyıl: Kösem (littéralement « Le Siècle magnifique : Kösem ») est une série télévisée turque en soixante épisodes d'environ 120 minutes dont la première saison a été diffusée entre le 12 novembre 2015 et le 9 juin 2016 sur la chaîne Star TV, et la deuxième saison entre le 18 novembre 2016 et le 27 juin 2017 sur Fox TV.
C'est la suite de Muhteşem Yüzyıl.

## Synopsis
En 1603, la jeune grecque Anastasia est enlevée et amenée à Constantinople, au harem du nouveau Sultan, Ahmet Ier.
D'abord appelée Mahpeyker, en tant qu'outil de Safiye Sultan pour influencer son petit-fils, elle décide finalement de prendre en main son destin et devient Kosem.
Mais les trahisons et les ambitions des uns et des autres bouleversent son destin et feront d'elle la femme la plus puissante de l'empire Ottoman.

## Distribution
- Anastasia Tsilimpiou / Beren Saat[2]/ Nurgül Yeşilçay : Valide Kösem Sultan
- Ekin Koç : Sultan Ahmed I
- Alihan Türkdemir / Boran Kuzum : Sultan Moustapha I
- Taner Ölmez : Sultan Osman II
- Çağan Efe Ak / Metin Akdülger : Sultan Murad IV
- Arda Kılıç : Sultan İbrahim
- Hülya Avşar : Safiye Sultan
- Tülin Özen : Valide Handan Sultan
- Aslıhan Gürbüz : Valide Halime Sultan
- Vildan Atasever : Hümaşah Sultan
- Gülcan Arslan : Fahriye Sultan
- Berk Cankat : Şehzade İskender (Yahya)
- Melisa İlayda Özcanik / Öykü Karayel : Dilruba Sultan
- Dilara Aksüyek : Haseki Mahfiruze Sultan
- Ayça Kuru : Gülbahar Sultan
- Burak Dakak : Şehzade Mehmed
- Sude Zulal Güler : Ayşe Sultan
- Balım Gaye Bayrak : Fatma Sultan
- Çağla Naz Kargı : Gevherhan Sultan
- Ece Çeşmioğlu : Atike Sultan
- Berk Pamir : Şehzade Bayezid
- Rüzgar Deniz Bayram / Eymen Kaan Dipçim : Şehzade Kasım
- Bahar Selvi : Akile Sultan
- Beste Kökdemir : Haseki Meleksima Sultan
- Leyla Feray : Haseki Ayşe Sultan
- Farah Zeynep Abdullah : Farya Bethlen
- Mehmet Kurtuluş : Derviş Mehmed Pasha
- Cihan Ünal : Kuyucu Murat Pasha
- Salah Tolga Tuncer : Nasuh Pasha
- Şener Savaş : Halil Pasha
- Mustafa Üstündağ : Kara Davud Pasha
- Ferhat Ismail Demirci : Kemankeş Kara Moustapha Pasha
- Mete Horozoğlu : Zülfikar Pasha
- Caner Cindoruk : Silahtar Moustapha Pasha
- Levent Yılmaz : Ebülmeyamin Mustafa Efendi
- Yaşar Karakulak : Sunullah Efendi
- Erkan Kolçak Köstendil : Şahin Giray
- Kadir Doğulu : Mehmed III Giray
- Muhammet Uzuner : Mahmud Hüdayi
- Şahin Sekman : Lala Ömer Efendi
- Meray Ülgen : Kalenderoğlu Mehmed
- Željko Erkić : Enzo Efendi
- Ozan Ağaç - Cebecibaşı Mansur Ağa
- Cenk Suyabatmaz - Kilindir Ağa
- Nurinisa Yıldırım : Dudu Hatun
- Esra Dermancıoğlu : Cennet Hatun
- Eylem Yıldız : Menekşe Hatun
- Emre Erçil : Reyhan Ağa
- Hakan Şahin : Hacı Ağa
- Nadir Sarıbacak : Bülbül Ağa
- İhsan Önal - Süleyman Ağa
- Ceyda Olguner : Mahfiruz Hatun
- Tuğba Melis Türk : Katerina Hatun
- Asya Türker / Gizem Emre : Yasemin Hatun
- Sasha Perera : Gölge Hatun
- Ebru Ünlü : Eycan Hatun
- Melis Kara / Ahsen Eroğlu : Meleki Hatun
- Ahmet Varlı : Pinhan Ağa
- Patrycja Widlak : Şayeste Hatun

## Diffusion
- Fox TV
- Echorouk TV
- OSN
- RTV21 Media
- TVP 1
- SCTV
- TV2
- Nessma TV
- Venevisíon